# Кожухарь, Назар Владимирович
Назар Владимирович Кожухарь (1969, Киев) — советский, российский, украинский  скрипач, альтист, виолист, музыкальный организатор, дирижёр, педагог.

## Биография
Сын дирижёра Владимира Кожухаря (1941—2022). Окончил Московскую государственную консерваторию и аспирантуру при ней (педагоги — З. Гилельс, Е. Чугаева, О. Каган, С. Кравченко). Как симфонический дирижёр стажировался в классе Г. Рождественского. В 1992—1993 прошёл стажировку в Бостонском университете (США), педагоги — Mazurkevich I., Liberman Carol.
Лауреат Всесоюзного конкурса скрипачей им. Д. Ойстраха (1988), международного конкурса скрипачей имени Локателли (1995, Амстердам).
Руководит ансамблем старинной музыки «The Pocket Symphony» (ансамбль стал лауреатом международного конкурса ансамблей старинной музыки в Гааге, 1996), в 1995—2001 преподавал в Центральной музыкальной школе и в Московской консерватории, где совместно с А. Б. Любимовым создал факультет исторического и современного исполнительского искусства ФИСИИ и руководил Ансамблем старинной музыки Московской консерватории. Солист Московской Государственной академической филармонии (1996—2005), ведет интенсивную концертную деятельность в России и за рубежом (Германия, Франция, Великобритания, США, Мексика, Нидерланды).

## Репертуар, творческие связи
В репертуаре Кожухаря — музыка от раннего Возрождения до поставангарда. Выступал в ансамблях с такими исполнителями, как С. Рихтер, А. Любимов, Н. Гутман, А. Рудин, Э. Вирсаладзе и др.